# Куп СФР Југославије у рагбију 1968.
Куп СФР Југославије у рагбију 1968. је било 9. издање купа комунистичке Југославије у рагбију. Играло се по правилима рагби лиге. 
Трофеј је освојила Нада.
Финале
| Рагби клуб Нада Сплит | 69 – 15 | Грађевинар Загреб |
| --------------------- | ------- | ----------------- |
|                       |         |                   |

| Освајач купа Југославије у рагбију 1968. |
| ---------------------------------------- |
| Рагби клуб Нада Сплит 2. трофеј          |